# Шахзаде Халил
Шахзаде Халил (на турски: Şehzade Halil, на гръцки: Ηγεμόνας Χαλίλ), (1347– 1362) е син на османския владетел Орхан I и неговата пета съпруга византийската принцеса Теодора Кантакузина.
През 1357 г. десетгодишният Халил е отвлечен от генуезки пирати близо до Измит. Баща му Орхан I поисква помощ от византийския император Андроник IV Палеолог, за да бъде спасен принцът. В замяна той обещава да отмени дълговете на византийците към османския двор и да не оказва каквато и да било подкрепа на Кантакузини, които все още имат претенции към византийския трон. Императорът води преговори с пиратите, които са се укрепили във Фокея, и след като те отказват да предадат принца, през 1358 г. обсажда града с малка флотилия от три кораба като разходите по тази кампания са поети от Орхан I. Обсадата не постига успех и императорът се принуждава да я вдигне. Тогава Орхан пристига в Юскюдар и преговаря с пиратите като се съгласява да плати откупа от 30 000 дукати и през 1359 г. Халил е освободен.
Като част от споразумението Халил е сгоден за своята първа братовчедка десетгодишната Ирина Палеологина, дъщеря на Йоан V Палеолог и Елена Кантакузина. Впоследствие те се оженват и имат двама сина - Гюндюз бей (роден през 1361) и Юмер бей (роден през 1362 г.). Тъй като първородният син на Орхан I Сюлейман паша Гази починал при злополука, династията Палеолози се надяват Халил да седне на османския престол, но през 1362 г. след краткотрайни безредици властта е поета от неговия брат Мурад I, който екзекутира Халил.